# مارسيلو غيريرو
مارسيلو غيريرو (بالإسبانية: Marcelo Guerrero Gorriarán)‏ (20 مايو 1983 بمونتفيدو في الأوروغواي - ) هو لاعب كرة قدم أوروغواني في مركز الهجوم. شارك مع منتخب الأوروغواي تحت 20 سنة لكرة القدم. أما مع النوادي، فقد لعب مع ديفنسا خوستيكا وديفينسور سبورتينغ ونادي أتليتيكو كولون ونادي راسينغ ونادي سان لويس وناسيونال مونتيفيديو ونادي كوميونيكيشنس وفيلا إسبانيول ‏ وسنترال إسبانيول وUnión Temuco ‏ وسبورتيفو سيريتو.

## وصلات خارجية
- مارسيلو غيريرو على موقع إي إس بي إن إف سي (الإنجليزية)
- مارسيلو غيريرو على موقع قاعدة بيانات كرة القدم.إي يو (الإنجليزية)
- مارسيلو غيريرو على موقع Soccerway.com (الإنجليزية)